# Tatra T2
Le Tatra T2 est un tramway, dessiné par le designer František Kardaus et construit par la société tchécoslovaque ČKD de 1955 à 1962. Un total de 771 tramways ont été produits.

## Histoire
Les deux premiers prototypes (n°6001 et 6002) sont testés à Prague en 1955. Les premiers véhicules de série sont livrés à tous les réseaux de Tchécoslovaquie. Seuls deux réseaux n'ont pas utilisés ces tramway : celui de Jablonec - à cause d'hésitation du réseau à conserver son écartement de 1000 mm, et celui de Prague car ce modèle est considéré comme étant trop large. 
Les rames T2 ont circulé jusqu'à la fin des années 1980, avec encore aujourd'hui des circulations de rames au profit de certains musées.

## Modèles

### T2SU
Le T2SU est une variante du T2 livrée à l'Union soviétique, d'où son suffixe SU (Soviet Union). Cette version diffère de la version tchécoslovaque par le retrait de sa porte centrale afin d'avoir plus de sièges. De plus, cela permettait d'appliquer le système soviétique où le passager rentre par la porte arrière et descend par la porte avant, le tout afin d'éviter les fraudeurs.
Les derniers T2SU sont retirés du service dans les années 1980. Un total de 380 véhicules ont été livrés à l'union soviétique. 

### T2R
Dans les années 1970, 112 rames T2 sont modernisées en rames T2R. La modernisation inclut la révision de l’équipement électrique et des changements au niveau de la caisse du véhicule. Cette modernisation permet aux T2R de circuler jusque dans les années 1990. Les réseaux de Liberec, Brno et Ostrava font encore circuler des rames T2R comme engins de service.

## Production
771 rames ont été produites entre 1955 et 1962 et livrées aux villes suivantes (par la suite, des rames ont pu être revendues à d'autres réseaux) :
|                    | Ville             | Années    | T2  | T2SU | Total |
| ------------------ | ----------------- | --------- | --- | ---- | ----- |
| Slovaquie          | Bratislava        | 1959-1962 | 66  | 0    | 66    |
| République tchèque | Brno              | 1958-1962 | 94  | 0    | 94    |
| Slovaquie          | Košice            | 1958-1962 | 31  | 0    | 31    |
| République tchèque | Liberec           | 1960-1961 | 14  | 0    | 14    |
| République tchèque | Most              | 1961-1962 | 36  | 0    | 36    |
| République tchèque | Olomouc           | 1960-1961 | 4   | 0    | 4     |
| République tchèque | Ostrava           | 1958-1962 | 100 | 0    | 100   |
| République tchèque | Pilsen            | 1960-1962 | 26  | 0    | 26    |
| République tchèque | Prague            | 1955      | 2   | 0    | 2     |
| République tchèque | Ústí nad Labem    | 1960-1962 | 18  | 0    | 18    |
| Russie             | Samara            | 1958-1962 | 0   | 43   | 43    |
| Ukraine            | Kiev              | 1960-1962 | 0   | 50   | 50    |
| Russie             | Saint-Pétersbourg | 1959      | 0   | 2    | 2     |
| Russie             | Moscou            | 1959-1962 | 0   | 180  | 180   |
| Russie             | Rostov-sur-le-Don | 1958-1959 | 0   | 40   | 40    |
| Russie             | Iekaterinbourg    | 1958-1962 | 0   | 65   | 65    |
|                    |                   | Total     | 391 | 380  | 771   |